# František Beneš (poslanec Moravského zemského sněmu)
František Beneš (12. září 1847 Vrbno – 2. června 1930 Předklášteří) byl rakouský politik z Čech, působící na Moravě; poslanec Moravského zemského sněmu.

## Biografie
Byl synem rolníka a obchodníka z Vrbna nad Vltavou Václava Beneše a Anny Cibulkové. Narodil se na Mělnicku, ale profesně a politicky působil na Moravě. Od 80. let 19. století byl správcem velkostatku v Předklášteří u Tišnova. Působil jako předseda hospodářského a lesnického spolku v okrese Tišnov. Byl předsedou kuratoria zimní hospodářské školy a místopředsedou okresního silničního výboru. V roce 1904 mu okres Tišnov udělil za zásluhy o region čestné občanství.
Koncem 19. století se zapojil i do vysoké politiky. V zemských volbách v roce 1890 byl zvolen na Moravský zemský sněm, kde zastupoval kurii venkovských obcí, obvod Tišnov. Mandát zde obhájil v zemských volbách v roce 1896 a zemských volbách v roce 1902. Ve volbách roku 1890 je uváděn jako český klerikální kandidát. Byl tehdy oficiálním kandidátem českého volebního výboru. Ovšem Moravská orlice před volbami otiskla článek kritický vůči jeho kandidatuře, zejména kvůli tomu, že byl správcem velkostatku patřícího německým jeptiškám. Místní rolníci prý nebudou mít důvěru v úředníka sloužícího pod německou vrchností. Pro zemské volby v roce 1890 původně Národní strana počítala s kandidaturou Jindřicha Orátora, ten ale podporu místních voličů nezískal a strana se musela podřídit jejich vůli a kandidovat Beneše. V roce 1896 je řazen mezi české kandidáty, přičemž v polovině října 1896 tisk uváděl, že v případě obvodu Františka Beneše ještě nebylo dosaženo shody ohledně společného kandidáta staročechů a mladočechů. Po několika dnech ale list Moravská orlice uvádí, že Beneš skutečně je oficiálním kandidátem ústředního volebního výboru českých stran. I do voleb roku 1902 šel jako kompromisní kandidát staročeské Moravské národní strany a mladočeské Lidové strany na Moravě). Neúspěšně kandidoval i v zemských volbách v roce 1906, tentokrát jako staročech.
Dne 19. srpna 1879 se ve Veverské Bítýšce oženil s Gabrielou Svobodovou, dcerou správce tamního velkostatku. Jejich synem byl spisovatel František Beneš (1881–???).